# Gaokin
Chongqing Gaokin Industry Co., Ltd. (nota semplicemente come Gaokin) è un produttore cinese di motoveicoli e motori, fondato nel 2006.

## Storia
Gaokin venne fondata il 28 febbraio 2006 a Chongqing, città industriale cinese sede di numerosi costruttori sia automobilistici e che motociclistici, nel 2007 viene terminata la costruzione del primo stabilimento per la produzione di blocchi cilindri per motori diesel su commessa Cummins da esportare in Nord America, inoltre viene completato anche il centro di ricerche e sviluppo di Chongqing dove viene studiato un motore motociclistico bicilindrico da 600 cm³ da produrre per terzi. 
Nel 2013 Gaokin avvia l’export di motori motociclistici a costruttori europei e l’azienda viene riorganizzata in quattro settori dove alla produzione motociclistica viene affiancata la produzione di componentistica per grandi motori industriali. Nel 2014 acquista la licenza di produzione di propulsori marini e industriali da Cummins e Caterpillar. 
Tra il 2018 e il 2019 viene sviluppata una gamma di motocicli di alto gamma a marchio proprio nonché motorizzazioni dalle cubature di 300 cm³ fino a 1200 cm³. Inoltre vengono firmati numerosi accordi con importatori europei per poter commercializzare le proprie moto anche sul territorio europeo.
Nel 2020 viene presentata la GK500, prima moto del marchio che sarà venduta anche in Europa dal gruppo austriaco KSR con il marchio Brixton (nota come Brixton Crossfire 500).
Nel 2021 viene prodotto l'88° motore Caterpillar serie 3500.
Successivamente presenta numerosi modelli di motociclette che vengono esportate dal 2022 non solo da KSR (Brixton) ma anche dalla Keeway sul mercato europeo utilizzando il marchio MBP.
Gaokin inoltre fornisce dal 2022 i motori da 500 e 600 cm³ alla Geely Ming Industrial per le motociclette a marchio Jiming.